# 중경삼림
《중경삼림》(중국어 정체자: 重慶森林, 광둥어: cung4 hing3 sam1 lam4 충힝삼람)은 홍콩 왕가위 감독의 1994년도 영화이다. 《동사서독》 후반 작업 중에 완성된 영화이다. 홍콩 침사추이의 중경빌딩(重慶大廈) 일대에서 촬영되었다.
임청하의 은퇴작이자 동시에 주가령의 데뷔작이다.

## 줄거리

### 1부
타이완 출신의 홍콩 경찰 하지무(何志武)는 4월 1일에 여자친구 아미에게 차인다. 그는 자신의 생일인 5월 1일이 되기 전까지 기다려 보기로 한다. 지무는 파인애플을 좋아했던 아미를 떠올리며 유통기한이 5월 1일로 되어 있는 파인애플 깡통을 매일 하나씩 사들인다. 한편 홍콩의 지하세계에서는 금발 가발을 쓴 여자가 실패한 마약 거래 이후 살아남으려 분투한다.
5월 1일, 하지무는 스트립 클럽 바텀스 업(Bottoms Up Club)에서 금발 가발의 여자를 만나 수작을 건다. 여자는 지쳐서 호텔 방에서 잠이 들고 하지무는 밤새 옛날 영화를 보며 음식을 시켜 먹는다. 그는 그녀의 신발을 닦아 주고는 잠든 그녀를 남겨두고 방을 나선다. 여자는 이튿날 자신을 함정에 빠뜨린 마약 조직 두목을 찾아가 총으로 쏜다. 하지무는 달리기를 하러 나갔다가 그녀가 삐삐에 남긴 생일 축하 메시지를 듣는다. 그는 단골 스낵바에 갔다가 새 직원인 페이와 마주친다.

### 2부
또다른 경찰인 663번 경관도 얼마 전에 비행기 승무원인 여자친구와 헤어졌다. 페이는 그를 짝사랑하게 된다. 어느 날 그 승무원이 스낵바에 찾아와 663번을 기다린다. 승무원은 663번이 그날 비번이라는 말을 듣고 그에게 보내는 편지와 그의 아파트 열쇠를 스낵바 주인에게 맡긴다.
페이는 663번에게 편지에 대해 알려주지만 그는 지금은 읽지 않겠다며 가게에서 더 맡아 달라고 부탁한다. 페이는 열쇠를 가지고 그의 아파트에 드나들며 집을 청소하고 새로 장식한다. 페이의 술책으로 663번은 점점 기운을 되찾는다. 그는 페이가 자기 아파트에 온 것을 보고 그녀가 자신을 좋아한다는 사실을 깨닫는다. 그는 페이에게 캘리포니아라는 이름의 레스토랑에서 데이트를 하자고 신청한다. 그러나 페이는 오지 않고, 대신 그녀의 사촌오빠인 스낵바 주인이 찾아와 페이가 미국 캘리포니아로 떠났다고 알린다. 페이는 그에게 종이 냅킨에 그린 비행기표 한 장을 남긴다. 비행기표의 날짜는 1년 뒤로 되어 있다.
페이는 비행기 승무원이 되어 홍콩으로 돌아온다. 예전 그 스낵바를 찾아간 그녀는 663번이 경찰을 그만두고 스낵바를 사들여 레스토랑으로 개조할 계획임을 알게 된다. 그는 그녀에게 식당이 개업하는 날까지 홍콩에서 기다려 달라고 부탁하고, 홍콩을 떠날 거라면 엽서를 보내 달라고 한다. 페이가 떠나려는 참에 그는 구겨지고 물에 번진 비행기표를 내놓고, 페이는 그에게 새로 표를 그려 준다. 그녀가 그에게 어디로 가고 싶냐고 묻자 그는 “어디든 당신이 날 데려다 줄 곳으로.”라고 대답한다.

## 영화정보
- 패스트푸드 여종업원으로 나오는 왕비가 부른 크랜베리스의 《Dreams》가 높은 인기를 누렸다.

## 수상정보
- 제14회 홍콩 전영금상장 작품상, 감독상(왕가위), 남우주연상(양조위), 편집상 수상
- 제31회 대만 금마장영화상 남우주연상(양조위)수상

## 출연진
- 임청하: 금발 가발의 여인
- 카네시로 타케시: 하지무(何志武) 223 경관
- 양조위: 663 경관
- 왕페이: 페이(菲) 역
- 주가령: 스튜어디스 역

## 제작진
- 제작사: 택동영화사(澤東電影有限公司)
- 감독: 왕가위
- 각본: 왕가위
- 미술: 장숙평, 구위명

## 같이 보기
- 홍콩 영화